# 蒂薩城堡

蒂薩土堡是匈牙利的城鎮，位於該國中部，由加茲-納傑孔-索爾諾克州負責管轄，面積80.34平方公里，2011年人口11,323，其中約四分一居民信奉基督教。
46°59′N 20°15′E / 46.983°N 20.250°E